# Svijanský Újezd
Svijanský Újezd (deutsch Aujest bei Swijan, früher auch Augezd) ist eine Gemeinde in Tschechien. Sie liegt acht Kilometer westlich von Turnov und gehört zum Okres Liberec.

## Geographie
Svijanský Újezd befindet sich in der Turnovská pahorkatina (Turnauer Hügelland) an der Einmündung der Bäche Soběslavický potok und Havlovický potok in den Pěnčínský potok. Westlich erhebt sich der Slavín (291 m).
Nachbarorte sind Soběslavice, Kordovka und Střížovice im Norden, Vitanovice und Pěnčín im Nordosten, Čtveřín im Osten, Příšovice und Podolí im Südosten, Svijany, Močítka und Loukov im Süden, Koryta im Südwesten, Jirsko und Sezemice im Westen sowie Kojecko und Havlovice im Nordwesten.

## Geschichte
Újezd lag auf dem Gebiet, welches nach 1145 zu den Besitzungen des Klosters Hradiště gehörte. In den Hussitenkriegen erlosch das Kloster. Erstmals schriftlich erwähnt wurde der Ort im Jahre 1436, als ihn Kaiser Sigismund als Teil der ehemaligen Klosterherrschaft an Bohuš von Kováň auf Friedstein verpfändete. Nach Kováňs Tode im Jahre 1460 wurde der Vormund seiner unmündigen Kinder, Johann Zajíc von Hasenburg auf Kost, Besitzer der Herrschaft. Von ihm erwarb 1497 der Oberstkanzler Johann von Schellenberg den Besitz. Als Teil der Herrschaft Rohozec erbte dessen Witwe Johanna Kraiger von Kraigk die Güter. 1534 verkaufte Wolf der Ältere Kraiger von Kraigk die Herrschaft an Johann von Wartenberg auf Zvířetice. Dessen Sohn Adam verlor wegen Beteiligung am Ständeaufstand 1547 den Besitz, konnte ihn jedoch später zurückkaufen. Adam von Wartenberg verstarb 1564. Im Jahre darauf erfolgte eine Erbteilung zwischen seinen beiden Söhnen, bei der Újezd an Jaroslav von Wartenberg fiel. Dieser machte Svijany zu seinem Sitz. Nach seinem Tode erbte seine Witwe, Anna Katharina Smiřický von Smiřice, die Herrschaft und brachte sie 1614 in ihre zweite Ehe mit Joachim Andreas von Schlick ein. Schlick wurde 1621 als Anführer des Ständeaufstandes in Prag hingerichtet und seine Güter 1622 an Albrecht von Waldstein verkauft. Die Waldsteiner erhielten aus den nach der Ermordung Wallensteins konfiszierten Gütern Münchengrätz und Swijan zurück und hielten die Herrschaft bis 1820. Danach erfolgte die Übergabe der Herrschaft Swijan an Fürst Charles Alain de Rohan, der sie an die Herrschaft Sychrov anschloss.
Nach der Aufhebung der Patrimonialherrschaften bildete Oujezd u Svíjan zusammen mit den Ortsteilen Močidlky und Jírsko ab 1850 eine Gemeinde im politischen Bezirk Turnov. 1869 lebten in der Gemeinde 436 Menschen. 1930 hatte Újezd 523 Einwohner. 1937 wurde die Gemeinde zur besseren Unterscheidung von weiteren Dörfern namens Újezd in Svijanský Újezd umbenannt. Nach dem Zweiten Weltkrieg erfolgte die Enteignung der Fürsten Rohan.
Im Jahre 1961 wurde das Dorf in den Okres Liberec umgegliedert. 1980 wurde Svijanský Újezd nach Pěnčín eingemeindet. Seit 1990 besteht die Gemeinde wieder.

## Gemeindegliederung
Die Gemeinde Svijanský Újezd besteht aus den Ortsteilen Jirsko 2.díl (Girsko 2. Anteil), Močítka (Motschitka, auch Moczidek) und Svijanský Újezd (Aujest). Grundsiedlungseinheiten sind Močítka und Svijanský Újezd. Zu Svijanský Újezd gehört außerdem die Ortslage Ostrova (Ostrowa).

## Sehenswürdigkeiten
- Kapelle
- hölzerne Chaluppen